# Masoud Shojaei
Masoud Shojaei Soleimani (en persa: مسعود سلیمانی شجاعی‎; Shiraz, Irán, 9 de junio de 1984) es un exfutbolista iraní retirando en julio de 2023 que jugó como centrocampista. Su último equipo fue el Havadar S. C. de la Iran Pro League.
Después de jugar en dos clubes y con el Sharjah F. C. en los Emiratos Árabes Unidos, dio el salto al fútbol europeo fichando por el Club Atlético Osasuna, con el que disputó más de cien partidos oficiales.
Internacional con la selección de Irán, ha representado a su país en tres Copas Mundiales y cuatro Copas Asiáticas.

## Trayectoria

### Primeros años en Irán
Masoud Shojaei comenzó su carrera profesional en 2002 en el Sanat Naft Abadan F. C., club recién ascendido a la Iran Pro League, máxima categoría del fútbol iraní desde el año anterior. El club de Abadán no consiguió mantener la categoría y tras esta temporada de debut, Masoud siguió jugando en dicha categoría durante tres temporadas más al fichar con 19 años por el Saipa F. C. de Karaj.
Después de la Copa Mundial de 2006, Masoud se trasladó a los Emiratos Árabes Unidos y firmó por el Sharjah F. C.

### Osasuna
El 23 de junio de 2008, tras intentos previos del VfL Wolfsburgo y del S. S. C. Napoli por hacerse con los servicios del jugador iraní, Masoud acordó su vinculación por tres años con el Club Atlético Osasuna, donde ya militaba su compatriota Javad Nekounam. Llegó con la carta de libertad y con una cláusula de rescisión de seis millones de euros durante los 18 primeros meses de su contrato, momento en el cual desciende a los 3,5 millones de euros hasta la finalización del contrato.
Shojaei debutó en La Liga el 31 de agosto de 2008 en el empate a uno frente al Villarreal C. F.. Saltó al terreno de juego en el minuto 59 sustituyendo a Kike Sola. Durante sus dos primeras temporadas en el club navarro era habitual verle entre los sustituidos del partido o salir desde el banquillo.
En su tercera temporada como rojillo, Masoud apareció de manera regular en la alineación titular disputando un total de 18 partidos . Se ausentó durante el mes de enero para disputar la Copa Asiática de 2011 en Catar, pudiéndose perder de tres a cinco partidos de competición en función de hasta dónde llegara la selección Melli. Sin embargo el jugador, al igual que su paisano Nekounam, volvió lesionado, en concreto de un esguince en la clavícula, por lo que su ausencia de los campos se alargó hasta los seis partidos de liga. Ambos jugadores renunciaron pues a la convocatoria para un amistoso frente a la Selección de Rusia para regresar al once titular en la jornada 23 frente a la Real Sociedad, tras estar casi dos meses sin vestir la camiseta rojilla.
En la recta final de la temporada, Shojaei sufrió la rotura del quinto metatarsiano del pie izquierdo, por lo que se perdió las ocho jornadas restantes del campeonato. El jugador fue intervenido el 5 de abril, y nuevamente ocho semanas después por una infección postoperatoria. El mismo día de dicha intervención se produjo el acto en el que se oficializaba la renovación hasta 2014 tanto de su contrato como el de su compañero iraní, ambos con una cláusula de rescisión de 2,5 millones de euros.
Esta lesión, cuyo periodo de baja se había estimado en un principio de tres meses, apartó a Masoud de los terrenos de juego durante año y medio. La temporada 2011-12 la pasó en blanco, y tuvo que ser operado otras dos veces más, en Alemania en octubre y en diciembre de 2011.
Ya en su quinta temporada en Pamplona, tras varios partidos de pretemporada y con la selección, su regreso a un partido oficial se produjo el 21 de octubre de 2012 frente al Real Betis Balompié, partido correspondiente a la jornada 8. El jugador fue intervenido de nuevo el 15 de noviembre para retirarle el material de osteosíntesis de la anterior intervención, y no fue hasta enero de 2013 cuando recibió el alta médica definitiva.

## Selección nacional
Ha sido internacional con la selección de fútbol de Irán. Carlos Queiroz, DT de la selección iraní, incluyó a Shojaei en la lista definitiva de 23 jugadores con miras a la Copa Mundial de Fútbol de 2014 a jugarse en Brasil. También fue convocado para el Mundial de Rusia de 2018.

## Estadísticas
| Club                     | País   | Año       | Partidos | Goles |
| ------------------------ | ------ | --------- | -------- | ----- |
| Sanat Naft               | Irán   | 2002-2003 |          |       |
| Saipa F. C.              | Irán   | 2003-2006 |          | 5     |
| Al Sharjah               | EAU    | 2006-2008 | 40       | 12    |
| C. A. Osasuna            | España | 2008-2013 | 96       | 5     |
| U. D. Las Palmas         | España | 2013-2014 | 31       | 6     |
| Al-Shahaniya S. C.       | Catar  | 2014-2015 | 24       | 5     |
| Al-Gharafa S. C.         | Catar  | 2015-2016 | 25       | 4     |
| Panionios GSS            | Grecia | 2016-2017 | 47       | 7     |
| AEK Atenas F. C.         | Grecia | 2018      | 18       | 1     |
| Tractor Sazi             | Irán   | 2018-2021 | 35       | 4     |
| F. C. Nassaji Mazandaran | Irán   | 2021-2023 |          |       |
| Havadar S. C.            | Irán   | 2023-     |          |       |

## Palmarés

### Títulos nacionales
| Título              | Club                     | País   | Año  |
| ------------------- | ------------------------ | ------ | ---- |
| Superliga de Grecia | AEK Atenas F. C.         | Grecia | 2018 |
| Copa Hazfi          | Tractor Sazi             | Irán   | 2020 |
| Copa Hazfi          | F. C. Nassaji Mazandaran | Irán   | 2022 |